# Menina (Orlando Pelayo)
L'escultura urbana coneguda pel nom Menina, situada a l'avinguda Pepe Cosmen 1, a la ciutat d'Oviedo, Principat d'Astúries, Espanya, és una de les més d'un centenar que adornen els carrers de l'esmentada ciutat espanyola.
El paisatge urbà d'aquesta ciutat, es veu adornat per obres escultòriques, generalment monuments commemoratius dedicats a personatges d'especial rellevància en un primer moment, i més purament artístiques des de finals del segle xx.
L'escultura, d'estil expressionista abstracte, feta a bronze, és obra d'Orlando Pelayo, i està datada la seva inauguració a 2005.
L'obra original va ser creada l'any 1979, a partir d'una figureta de plastilina, amb el traçament i esgrafiat que avui podem observar, després pel sistema de "cera perduda" es va passar a bronze. Les dimensions de l'original eren petites, la seva alçada no arribava a 30 centímetres, per això, un taller proporcionar les dimensions adequades per a la col·locació com estàtua pública. Aquesta obra escultòrica, pot classificar-se dins de l'etapa de la vida artística d'Orlando Pelayo, en què reinterpreta grans obres i que ell va cridar "Reflexions sobre el passat”.
L'obra presenta una placa amb la següent inscripció: "MENINA" AUTOOR: ORLANDO PELAYO DONADA A LA CIUDAD DE OVIEDO POR CONCESCO MAYO 2005.
L'empresa asturiana CONCESCO donar aquesta obra a la ciutat d'Oviedo l'any 2005.